# 심점봉
심점봉(1893년 ~ ?)은 일제강점기의 독립운동가이다. 구리시 아천동 출신으로 직업은 농업이다.

## 생애
1919년 3월 식민지 지배에 항의하여 전국에서 3·1 만세시위가 전개되자 3월 28일 오후 5시에 같은 마을에 사는 이강덕과 함께 아천동 주민 수십 명을 이끌고 만세시위를 주도하여 아천동, 토평동, 교문동 일대에서 시위를 하였다. 다음날인 29일에도 아차산에서 만세시위를 벌였다. 이로 인해 일본경찰에 체포되어 1919년 5월 2일 경성지방법원에서 징역 1년 6개월을 선고받고 공소하였으나, 1919년 5월 30일 경성복심법원에서 공소기각 판결을 받았다. 다시 상고하였으나 1919년 7월 3일 고등법원에서 기각판결을 받고 형이 확정되어 복역하였다.